# Photinella magna
Photinella magna es una especie de mantis de la familia Mantidae.

## Distribución geográfica
Se encuentra en Brasil y Paraguay.